# Odontochilus brevistylus
Odontochilus brevistylus är en orkidéart som beskrevs av Joseph Dalton Hooker. Odontochilus brevistylus ingår i släktet Odontochilus och familjen orkidéer. Inga underarter finns listade i Catalogue of Life.